# Jiří Vaďura
Jiří Vaďura (4. března 1965, Brno – 26. prosince 2007) byl československý fotbalista, obránce a fotbalový trenér.

## Fotbalová kariéra
Od mládežnických kategorií hrál za Nesovice. V lize odehrál za Duklu Praha, Sigmu Olomouc a Drnovice 252 utkání a dal 21 gólů. V evropských pohárech odehrál utkání. Hrál i za Inter Bratislava a nižší soutěž za LeRK Prostějov. S Olomoucí získal v lize jednou druhé a dvakrát třetí místo. Po skončení aktivní kariéry působil jako trenér.